# Left Unity
Left Unity és un partit polític d'esquerra del Regne Unit fundat el 2013 quan el director de cinema i activista social Ken Loach va reclamar un nou partit per a substituir el Partit Laborista car aquest no s'havia oposat al pla d'austeritat del govern i s'havia vinclat cap al neoliberalisme. Més de 10.000 persones van donar suport a la proposta de Loach.
El 2014, el partit comptava amb 2.000 militants i 70 seus a tot el Regne Unit. L'organització està afiliada al Partit de l'Esquerra Europea.

## Ideologia
Left Unity va ser fundat per Ken Loach que va considerar que mancava «una veu forta a l'esquerra» i que «el Partit Verd d'Anglaterra i Gal·les era l'únic partit polític que no defensava els interessos de les grans empreses». Loach volia un «UKIP a l'esquerra dels laboristes, ja que l'UKIP sembla ser un partit d'èxit a la dreta dels conservadors».
Left Unity és un partit anticapitalista, fermament oposat «als plans d'austeritat que fan que la classe treballadora, els vells, el jovent i els malalts paguin per una crisi sistèmica del capitalisme» i considera que aquestes mesures protegeixen la banca i no la gent corrent. Segons Loach, «una aliança contra l'austeritat és bona, però el problema amb el Partit Nacional Escocès, Plaid Cymru i els verds és que són principalment partits socialdemòcrates».
Left Unity vol acabar amb els zero-hour contracts i amb la privatització dels serveis públics de l'educació i la sanitat. El partit advoca per la propietat comuna, el control democràtic dels mitjans de producció i la reversió de 30 anys de neoliberalisme, amb l'objectiu de «construir xarxes internacionals de solidaritat per a donar suport a qualsevol govern que introdueixi aquestes mesures a Europa i arreu». Dona suport a la plena ocupació «a través de mesures com la reducció de la jornada laboral, la despesa en habitatge públic, infraestructures i serveis, i la propietat pública i el control col·lectiu democràtic sobre els serveis bàsics, els sistemes de transport i el sector financer» i s'oposa a «la casualization de les condicions laborals i de les lleis que restringeixen el dret dels treballadors a organitzar-se de manera eficaç i a emprendre accions sindicals».
El partit ha estat criticat per organitzacions polítiques d'extrema esquerra que asseguren que el partit té un «compromís per governar en el marc del capitalisme» i el seu programa econòmic «és d'esquerra keynesiana, reformista, que deixaria més de la meitat de les empreses de l'FTSE 100 en mans privades».
L'any 2014, l'organització va apostar per una estructura econòmica mixta, subratllant la necessitat d'«una economia planificada democràticament i mediambientalment sostenible, dins de la qual totes les empreses, ja siguin de propietat privada, cooperatives o de titularitat pública, satisfacin les necessitats de la gent i de la societat en general». En canvi, el manifest previ a les eleccions al Parlament del Regne Unit de 2015 va seguir una línia més d'extrema esquerra referint-se a les necessitats d'una economia «dirigida democràticament, no controlada per uns pocs en interès de l'1% de la població, així com la propietat comuna de tots els recursos naturals i mitjans de producció de riquesa» a l'estil de Syriza a Grècia i Podem a Espanya.

## Resultats electorals

### Eleccions locals de 2014
A les eleccions locals del 22 de maig de 2014, Left Unity va presentar 11 candidats en quatre districtes: Wigan, Barnet, Exeter i Norwich. Van obtenir 1.038 vots dels 74.126 emesos, amb una mitjana del 3,2%. A Wigan West, la candidata del partit, Hazel Duffy, va rebre el 8,8%. Left Unity va tenir el seu primer escó al consell a Stoke-on-Trent entre març i maig de 2015 després que un conseller desertés del Partit Laborista.

### Eleccions generals de 2015
El partit va presentar deu candidats a les eleccions al Parlament del Regne Unit del 7 de maig de 2015, set dels quals eren candidats conjuntament de Left Unity i de Trade Unionist and Socialist Coalition (TUSC).

### Eleccions generals de 2017
Left Unity va demanar el vot pels laboristes a les eleccions al Parlament del Regne Unit de 2017.

### Eleccions generals de 2019
Left Unity va tornar a demanar el vot pels laboristes a les eleccions al Parlament del Regne Unit de 2019.